# Electroimán Bitter

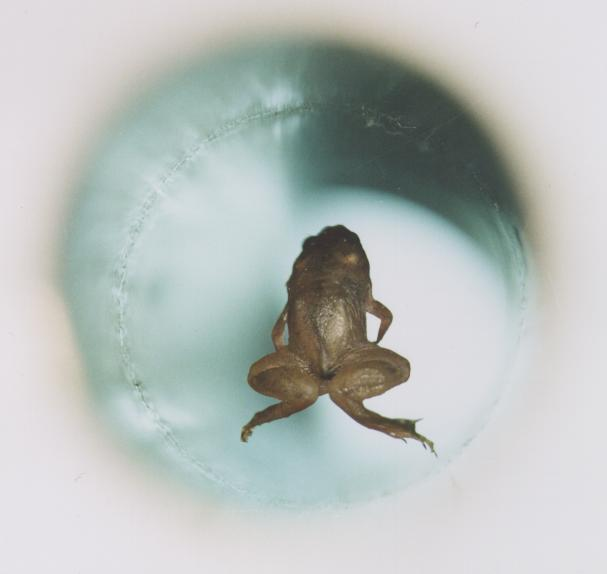
Las fuerzas diamagnéticas que actúan sobre el agua contenida en su cuerpo hacen levitar a esta rana viva dentro de la vertical de un solenoide Bitter de 3,2 cm de diámetro. El campo magnético era cerca de 16 teslas en el Laboratorio Nijmegen High Field Magnet.

Un electroimán Bitter es un tipo de electroimán hecho de placas circulares de metal y espaciadores de aislamiento apilados en una configuración helicoidal, en lugar de utilizar espiras de alambre. Este diseño fue inventado y construido en 1933 por el físico Francis Bitter. En su honor las placas son conocidas como "placas de Bitter".
Los electroimanes Bitter son utilizados en investigaciones para producir poderosos campos electromagnéticos (hasta 35 teslas a partir de 2008). 
El diseño de las placas apiladas es mecánicamente muy resistente, lo cual permite soportar la presión externa producida por las fuerzas de Lorentz, que aumenta con el cuadrado de la intensidad del campo magnético.
Además, el agua circula a través de los agujeros en las placas como refrigerante, ya que la potencia disipada en forma de calor también aumenta con el cuadrado de la fuerza del campo magnético. El mayor campo magnético artificial producido por el hombre es de 45 T, y fue producido por un dispositivo formado por un imán Bitter dentro de un imán superconductor.